# オーガスト・デッシュ
オーガスト・デッシュ（August "Gus" George Desch、1898年12月12日 - 1964年11月14日）は、アメリカ合衆国の陸上競技選手である。彼は1920年に開催されたアントワープオリンピックの400メートルハードル走で銅メダルを獲得した。

## 経歴
ノートルダム大学に在籍していた頃から、陸上競技の他に屈指のフットボール選手としても知られていた。アントワープオリンピックのアメリカ国内最終予選では、400メートルハードル走に出場してフランク・ルーミス、ジョン・ノートンに続いて3位に入り、代表入りを果たした。
アントワープオリンピックの400メートルハードル走は、9カ国から19人の選手が出場して1920年8月15日と8月16日の両日に実施された。デッシュは予選1組で57秒6の記録で1位、準決勝では1組で55秒4で1位となって決勝に進んだ。決勝では、ルーミス、ノートンに続いて54秒7の記録で3位に入り、1位から3位までがアメリカ国内最終予選と同じ順位という結果になった。
1921年には、NCAA主催競技会の220ヤード ハードル走で優勝し、AAUの440ヤードハードル走では自己最高記録となる53秒4の記録で優勝した。後にフットボールコーチとして高名になり、自らの指導理論について数冊の本を執筆した。